# Bertram Fletcher Robinson
Bertram Fletcher Robinson (né le 22 août 1870 à Mossley Hill (Liverpool) et mort le 21 janvier 1907 à Belgravia, à Londres) est un sportif anglais, journaliste, rédacteur en chef, auteur et militant du Parti libéral unioniste. Au cours de sa vie, il a écrit au moins trois cents articles, dont une série de nouvelles mettant en vedette un détective appelé « Addington Peace ». Cependant, Robinson est peut-être mieux connu pour ses collaborations littéraires avec ses amis et collègues membres du Crimes Club, Arthur Conan Doyle, Pelham Grenville Wodehouse et Max Pemberton.